# Guiorgui Xenguelaia
Guiorgui Xenguelaia (en georgià გიორგი შენგელაია, en rus: Гeоргий Николаевич Шенгелая) (Moscou, 11 de maig de 1937 - 17 de febrer de 2020) fou un actor, guionista i director de cinema soviètic georgià.

## Biografia
Fill del cineasta Nikolai Xenguelaia i de l'actriu Nata Vatchnadze, germà segon del realitzador Eldar Xenguelaia, debuta en el cinema com a actor en pel·lícules de Revaz Txkheidze i Mikheil Txiaureli, del qual es casarà amb la filla, l'actriu Sofiko Txiaureli, coneguda per als seus diferents papers en Sayat Nova de Serguei Parajanov. Després d'haver seguit els cursos d'Aleksandr Dovjenko i de Mikhail Romm a la Universitat Gueràssimov de Cinematografia (VGIK) de Moscou, en surt diplomat el 1962.

La seva pel·lícula de fi d'estudis Alaverdoba (La Festa del monestir d'Alaverdi), migmetratge mitjà de 1962, sorprèn ja
| « | Aquesta pel·lícula pel seu aspecte sense pretensions ha actuat en el cinema georgià com un glop d'aigua pura | » |

, dirà L. Rondeli, historiador del cinema georgià), anticipant la futura Pirosmani (dirigida el 1969), fulgurant poema pictòric en homenatge a l'artista georgià Niko Pirosmanichvili. Aquesta obra serà premiada al Festival de Chicago de 1970 i rebrà un premi de l'Institut britànic d'art cinematogràfic.

## Filmografia (com a director)[4]
- 1962: Alaverdoba (Алавердоба), distribué el 1966
- 1964: El premi (Награда), episodi del film Les llegendes del passat (codirectors: Eldar Chenguelaia i Merab Kokotchachvili)
- 1967: No volia matar (Он убивать не хотел)
- 1969: Pirosmani (Пиросмани)
- 1973: Melodies del barri de Veri (Мелодии верийского квартала)
- 1977: Vine a la vall del raïm (Приди в долину винограда)
- 1980: La noia a la màquina de cosir (ДеБушка со швейной малинкой) (en col·laboració amb Mikhail Txiaoureli)
- 1985: 'L'Odissea d'un jove compositor (Путешествие молодого композитора)
- 1987: Khareba i Gogui (ХареБа и Гоги)
- 1996: La mort d'Orfeu (Сметь Орфея)
- 1997: Passions al taller "Chakh" (Страсти в ателье "Шах")
- 1999: L'amor a una vinya (Любовь в Винограднике)

## Premis i nominacions
- Artiste del poble de Geòrgia 1985
- Millor direcció al Festival de Berlín 1986 per L'Odissea d'un jove compositor
- Gran Premi del Festival de Chicago 1970 per Pirosmani
- Premi al Festival International de Bèrgam (Itàlia) 1967 i Gazelle d'or al Festival dels països mediterranis de Tànger 1968 per No volia matar